# 11.22.63
|  | No s'ha de confondre amb la data (22 de novembre de 1963).. |

11.22.63 o (22/11/63) és una sèrie thriller de ciència-ficció estatunidenca basada en el llibre d'Stephen King 11/22/63, i que consta de vuit episodis. La sèrie és produïda i executada per J.J. Abrams, Stephen King, Bridget Carpenter i Bryan Burk, i fou estrenada el 15 de febrer de 2016 al lloc web Hulu.

## Repartiment i personatges

### Principals
- James Franco és Jake Epping/George Amberson[4][5]
- Chris Cooper és Al Templeton[6]
- Sarah Gadon és Sadie Dunhill[6]
- Lucy Fry és Marina Oswald[6]
- George MacKay és Bill Turcotte[6]
- Daniel Webber és Lee Harvey Oswald[6]

### Altres
- Cherry Jones és Marguerite Oswald[6]
- Kevin J. O'Connor és el Yellow Card Man[7]
- T. R. Knight és Johnny Clayton[8]
- Josh Duhamel és Frank Dunning[9]
- Nick Searcy és Deke Simmons
- Jonny Coyne és George de Mohrenschildt[6]
- Tonya Pinkins és Mimi Corcoran
- Brooklyn Sudano és Christy Epping[10]
- Leon Rippy és Harry Dunning[6]
- Juliette Angelo és Bobbi Jill Allnut
- Braeden Lemasters és Mike Coslaw
- Gregory North és el General Edwin Walker
- Gil Bellows és l'agent James P. Hosty
- Grantham Coleman és Bonnie Ray Williams
- Michael O'Neill és Arliss Price
- Annette O'Toole és Edna Price
- Antoni Corone és Jack Ruby
- Bob Stephenson és Silent Mike
- Wilbur Fitzgerald és el capità Will Fritz
- Constance Towers és Old Sadie

## Episodis
| # (Número) | Títol                                 | Director(s)      | Guionista(es)                       | Estrena              | Codi de producció |
| --- | ------------------------------------- | ---------------- | ----------------------------------- | -------------------- | ----------------- |
| 1 | «"The Rabbit Hole"»                   | Kevin Macdonald  | Bridget Carpenter                   | 15 de febrer de 2016 | 4X6451/4X6452     |
| L'amo del cafè Templeton revela, un portal del temps, que condueix a l'octubre de 1960, en el seu armari, al seu amic el professor d'anglès Jake Epping. L'amo del cafè, abans de morir de càncer demana a Jake que viatgi de tornada a la dècada de 1960 i eviti l'assassinat de John F. Kennedy. |                                       |                  |                                     |                      |                   |
| 2 | «"The Kill Floor"»                    | Fred Toye        | Quinton Peeples                     | 22 de febrer de 2016 | 4X6453            |
| Jake inicia una nova vida l'any 1960 i comença la seva investigació sobre l'assassinat de Kennedy. Comprova la seva capacitat d'alterar el passat intentant evitar l'assassinat de la família d'un dels seus futurs estudiants pel seu pare, alcohòlic que anteriorment havia matat a la germana (i al seu nadó) de Bill Turcotte, qui descobrirà que Jake ve del futur. |                                       |                  |                                     |                      |                   |
| 3 | «"Other Voices, Other Rooms"»         | James Strong     | Brian Nelson                        | 29 de febrer de 2016 | 4X6454            |
| Amb l'ajuda de Bill Turcotte, Jake es trasllada a Fort Worth i troba una feina a una escola de Jodie, on coneix a una bibliotecària, Sadie Dunhill. Jake i Bill vigilen a Lee Harvey Oswald, que acaba de tornar de Rússia. |                                       |                  |                                     |                      |                   |
| 4 | «"The Eyes of Texas"»                 | Fred Toye        | Quinton Peeples i Bridgette Wilson  | 7 de març de 2016    | 4X6455            |
| Oswald comença a muntar el seu rifle de franctirador. Jake i Bill segueixen a Oswald i George a un bordell però les coses van malament. Miss Mimi s'enfronta a Jake després de descobrir que està utilitzant un nom fals. La relació de Sadie i Jake es posa a prova per la tornada de l'abusiu exmarit de Sadie, Johnny Clayton, que es nega a firmar el divorci. Sadie descobreix enregistraments de converses d'Oswald al soterrani de la casa de Jake. |                                       |                  |                                     |                      |                   |
| 5 | «"The Truth"»                         | James Franco     | Bridget Carpenter                   | 14 de març de 2016   | 4X6456            |
| Jake i Bill es preparen per descobrir si Oswald va actuar sol en disparar al General Walker. No obstant això, el temps intervé per distreure a Bill amb la il·lusió de la seva germana. Mentrestant, Johnny demana a Jake que vagi a la casa de Sadie, a qui té com a ostatge i li desfigura la cara. Jake i Sadie, després, es lliuraran i mataran a Johnny. Més tard, a l'hospital, Jake decideix revelar a Sadie tota la veritat sobre qui és i d'on ve. |                                       |                  |                                     |                      |                   |
| 6 | «"Happy Birthday, Lee Harvey Oswald"» | John David Coles | Bridget Carpenter                   | 21 de març de 2016   | 4X6457            |
| Jake descobreix que Bill s'ha involucrat íntimament amb Marina (l'esposa d'Oswald) i s'ha convertit en el millor amic d'Oswald. Bill revela a Oswald que el seu apartament està sota vigilància. Bill es convertirà en el segon tirador, ja que Jake l'ha compromès. El temps comença a retrocedir amenaçant la vida de Sadie durant la cirurgia plàstica. Després d'assabentar-se que Oswald està actuant sol i sense el suport de la CIA, Jake decideix matar Oswald. Abans que ell pugui, l'ataquen uns corredors d'apostes i els seus pinxos deixant-lo sense poder recordar res. |                                       |                  |                                     |                      |                   |
| 7 | «"Soldier Boy"»                       | James Kent       | Bridget Carpenter i Quinton Peeples | 28 de març de 2016   | 4X6458            |
| Jake es desperta del seu coma, amnèsic, només uns dies abans de la data de l'assassinat. Sadie intenta ajudar-lo mentre lluita per recordar el que necessita fer. Visiten a Bill a l'asil amb l'esperança que tornarà la memòria de Jake. La revelació de Jake que el viatge en el temps és real porten a Bill a treure's la vida. Jake confia en l'ajuda de Sadie per recuperar la seva memòria. Jake recorda tot de nou després d'una visita a Oswald. |                                       |                  |                                     |                      |                   |
| 8 | «"The Day in Question"»               | James Strong     | Bridget Carpenter                   | 4 d'abril de 2016    | 4X6459            |
| Durant els esdeveniments del 22 de novembre de 1963, Jake i Sadie lluiten contra el passat en el seu camí cap a l'últim enfrontament amb Oswald. Jake deté a Oswald, però durant la baralla, Sadie és assassinada. Jake viatja fins al 2016. A través de Harry Dunning, s'assabenta que després que JFK complí dos mandats, George Wallace va ser elegit president. La guerra va esclatar i, encara que Kennedy va fundar una sèrie de camps de refugiats, hi ha un gran patiment al món. Jake es remunta a l'octubre de 1960, restablint així la línia de temps, en què immediatament es troba amb Sadie, però decideix no seguir una relació per salvar-la. En el present, Jake viatja de tornada a Jodie i troba a Sadie en els seus 80 anys rebent un prestigiós reconeixement acadèmic per al treball de la seva vida. Jake comparteix un ball amb ella. |                                       |                  |                                     |                      |                   |